# Hydropsyche yenisar
Hydropsyche yenisar is een schietmot uit de familie Hydropsychidae. De soort komt voor in het Palearctisch gebied.